# Пиття

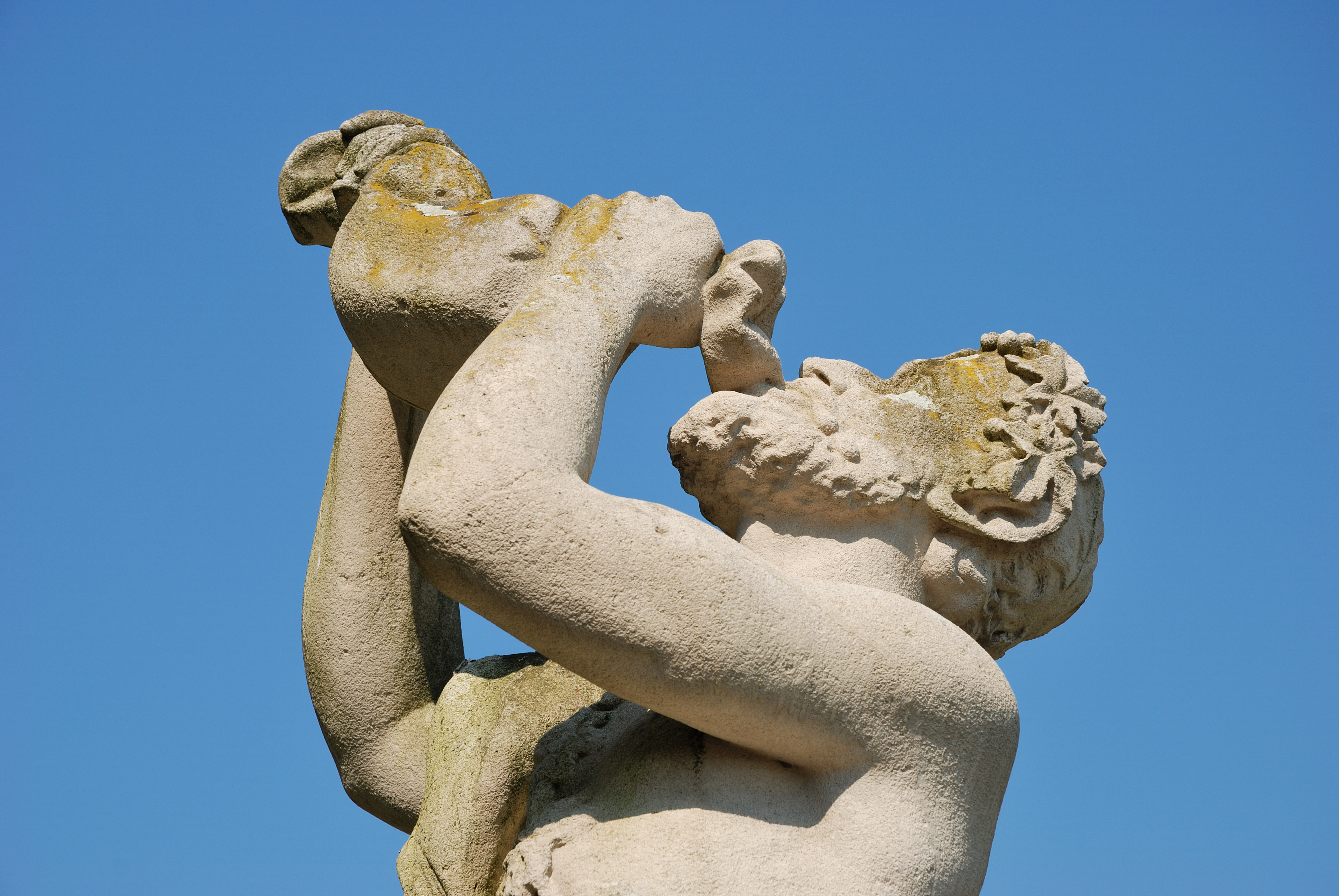
Статуя, яка зображує процес пиття. Нордкирхенський палац

Пиття́ — процес поглинання рідини через рот. Вода необхідна для багатьох фізіологічних процесів. Як надлишок, так і нестача споживання води призводять до розладів здоров'я.

## Фізіологія, значення для здоров'я
Щоденне споживання 1-2 літрів води необхідно для нормальної фізіологічної діяльності людського тіла, в залежності від навколишніх погодних умов і дієти (особливо, споживання солі). Абсолютний мінімум за тривалий період становить близько 1,6 літра (600 мл на сечу, 200 мл на фекальні втрати і 800 мл на втрати через шкіру і легені). Це включає воду, що міститься в їжі (тобто для виживання не потрібно обов'язково випивати 1-2 літри води в день, але цей обсяг є рекомендованим для збереження здоров'я). Нестача чистої питної води призводить до багатьох хвороб. Критична нестача води в дієті призводить до загибелі організму.
Зменшення обсягу рідини або підвищення концентрації осмолітів виявляють рецептори та інші системи організму, далі сигнал передається в центральну нервову систему, виникає відчуття спраги.
Зменшення сукупної води тіла називається зневодненням. Тривале зневоднення може викликати низку ускладнень, насамперед виникають ниркова недостатність, неврологічні розлади, такі як судоми. Надмірна спрага (полідипсія) в поєднанні з надмірним сечовипусканням (поліурія) можуть бути ознакою цукрового діабету або нецукрового діабету.